# Jerusalén (Cañar)
Jerusalén (spanischer Name für die Stadt Jerusalem) ist eine Ortschaft und eine Parroquia rural („ländliches Kirchspiel“) im Kanton Biblián der ecuadorianischen Provinz Cañar. Die Parroquia besitzt eine Fläche von 63,54 km². Die Einwohnerzahl lag im Jahr 2010 bei 1745. 

## Lage
Die Parroquia Jerusalén liegt in den Anden südzentral in Ecuador. Das Gebiet wird von den beiden Quellflüssen des Río Burgay, Río Tambo im Osten sowie Río Galuay im Süden, begrenzt. Entsprechend wird das Areal nach Südosten entwässert. Im Nordwesten und im Norden erhebt sich ein teils über 4000 m hoher Gebirgszug, der die kontinentale Wasserscheide darstellt. Der etwa 2900 m hoch gelegene Hauptort befindet sich 3 km westnordwestlich vom Kantonshauptort Biblián.
Die Parroquia Jerusalén grenzt im Nordosten und im Osten an die Parroquia Biblián, im Süden und im Südwesten an die Parroquia Nazón sowie im Nordwesten und im Norden an die Parroquias Gualleturo und Chorocopte (beide im Kanton Cañar).

## Orte und Siedlungen
In der Parroquia Jerusalén befinden sich neben dem Verwaltungssitz Jerusalén Centro folgende Comunidades:
- Burgay El Progreso
- Cachi
- Cebada Loma
- Chica Despensa
- Hondoturo
- La Carmela

## Geschichte
Die Gründung der Parroquia Jerusalén wurde am 14. Juni 1990 im Registro Oficial N° 458 bekannt gemacht und damit wirksam.